# 任固
任固（前1世纪—23年），西汉末代弋陽侯。
任固的高祖父故丞相徵事任宫在汉昭帝元鳳元年（前80年）捕获谋反的上官桀，七月甲子封弋陽侯。弋陽侯传五代，汉成帝陽朔元年（前24年），任固之父任岑嗣爵，在位二十四年薨。汉平帝元始元年（1年），任固嗣弋陽侯，经历了王莽的新朝，更始元年（23年），被乱兵所殺。